# Eleições autárquicas portuguesas de 2001 no distrito de Leiria
| Eleições autárquicas portuguesas de 2001 Distritos: Aveiro \| Beja \| Braga \| Bragança \| Castelo Branco \| Coimbra \| Évora \| Faro \| Guarda \| Leiria \| Lisboa \| Portalegre \| Porto \| Santarém \| Setúbal \| Viana do Castelo \| Vila Real \| Viseu \| Açores \| Madeira |

## Resultados por concelho
Os resultados nos concelhos do Distrito de Leiria foram os seguintes:

### Alcobaça
| Partido                 | Partido                        | Votos  | %               | +/-  | Vereadores | +/-     |
| ----------------------- | ------------------------------ | ------ | --------------- | ---- | ---------- | ------- |
|                         | Partido Social Democrata       | 13 704 | 46,89 / 100,00  | 0,07 | 4 / 7      | Estável |
|                         | Partido Socialista             | 6 869  | 23,50 / 100,00  | 5,03 | 2 / 7      | Estável |
|                         | Coligação Democrática Unitária | 6 485  | 22,19 / 100,00  | 2,46 | 1 / 7      | Estável |
|                         | Partido Popular                | 973    | 3,33 / 100,00   | 0,33 | 0 / 7      | Estável |
| Votos Inválidos         | Votos Inválidos                | 1 193  | 4,09 / 100,00   | 0,03 |            |         |
| Total                   | Total                          | 29 224 | 100,00 / 100,00 |      | 7 / 7      |         |
| Eleitorado/Participação | Eleitorado/Participação        | 46 464 | 62,90 / 100,00  | 0,32 |            |         |

### Alvaiázere
| Partido                 | Partido                        | Votos | %               | +/-  | Vereadores | +/-     |
| ----------------------- | ------------------------------ | ----- | --------------- | ---- | ---------- | ------- |
|                         | Partido Social Democrata       | 3 740 | 73,02 / 100,00  | 5,24 | 4 / 5      | Estável |
|                         | Partido Socialista             | 1 103 | 21,53 / 100,00  | 4,83 | 1 / 5      | Estável |
|                         | Coligação Democrática Unitária | 33    | 0,64 / 100,00   | 0,28 | 0 / 5      | Estável |
| Votos Inválidos         | Votos Inválidos                | 246   | 4,81 / 100,00   | 0,68 |            |         |
| Total                   | Total                          | 5 122 | 100,00 / 100,00 |      | 5 / 5      |         |
| Eleitorado/Participação | Eleitorado/Participação        | 7 670 | 66,78 / 100,00  | 0,43 |            |         |

### Ansião
| Partido                 | Partido                        | Votos  | %               | +/-  | Vereadores | +/-     |
| ----------------------- | ------------------------------ | ------ | --------------- | ---- | ---------- | ------- |
|                         | Partido Social Democrata       | 4 914  | 58,80 / 100,00  | 2,92 | 5 / 7      | Estável |
|                         | Partido Socialista             | 2 902  | 34,73 / 100,00  | 1,59 | 2 / 7      | Estável |
|                         | Partido Popular                | 146    | 1,75 / 100,00   | 4,35 | 0 / 7      | Estável |
|                         | Coligação Democrática Unitária | 128    | 1,53 / 100,00   | 0,24 | 0 / 7      | Estável |
| Votos Inválidos         | Votos Inválidos                | 267    | 3,20 / 100,00   | 0,09 |            |         |
| Total                   | Total                          | 8 357  | 100,00 / 100,00 |      | 7 / 7      |         |
| Eleitorado/Participação | Eleitorado/Participação        | 12 320 | 67,83 / 100,00  | 2,21 |            |         |

### Batalha
| Partido                 | Partido                        | Votos  | %               | +/-   | Vereadores | +/-     |
| ----------------------- | ------------------------------ | ------ | --------------- | ----- | ---------- | ------- |
|                         | Partido Social Democrata       | 5 537  | 70,36 / 100,00  | 38,08 | 6 / 7      | 4       |
|                         | Partido Popular                | 1 024  | 13,01 / 100,00  | 37,74 | 1 / 7      | 3       |
|                         | Partido Socialista             | 840    | 10,67 / 100,00  | 0,39  | 0 / 7      | 1       |
|                         | Coligação Democrática Unitária | 81     | 1,03 / 100,00   | 0,01  | 0 / 7      | Estável |
| Votos Inválidos         | Votos Inválidos                | 387    | 4,92 / 100,00   | 0,04  |            |         |
| Total                   | Total                          | 7 869  | 100,00 / 100,00 |       | 7 / 7      |         |
| Eleitorado/Participação | Eleitorado/Participação        | 11 983 | 65,67 / 100,00  | 0,04  |            |         |

### Bombarral
| Partido                 | Partido                        | Votos  | %               | +/-   | Vereadores | +/-     |
| ----------------------- | ------------------------------ | ------ | --------------- | ----- | ---------- | ------- |
|                         | Partido Social Democrata       | 2 043  | 29,32 / 100,00  | 16,83 | 2 / 7      | 2       |
|                         | Grupo de Cidadãos              | 1 808  | 25,95 / 100,00  | Novo  | 2 / 7      | Novo    |
|                         | Partido Socialista             | 1 283  | 18,41 / 100,00  | 3,55  | 1 / 7      | 1       |
|                         | Partido Popular                | 892    | 12,80 / 100,00  | 6,64  | 1 / 7      | Estável |
|                         | Coligação Democrática Unitária | 698    | 10,02 / 100,00  | 1,30  | 1 / 7      | 1       |
| Votos Inválidos         | Votos Inválidos                | 244    | 3,51 / 100,00   | 0,19  |            |         |
| Total                   | Total                          | 6 968  | 100,00 / 100,00 |       | 7 / 7      |         |
| Eleitorado/Participação | Eleitorado/Participação        | 11 781 | 59,15 / 100,00  | 5,01  |            |         |

### Caldas da Rainha
| Partido                 | Partido                        | Votos  | %               | +/-     | Vereadores | +/-     |
| ----------------------- | ------------------------------ | ------ | --------------- | ------- | ---------- | ------- |
|                         | Partido Social Democrata       | 10 471 | 54,06 / 100,00  | 0,53    | 5 / 7      | Estável |
|                         | Partido Socialista             | 5 765  | 29,76 / 100,00  | 2,17    | 2 / 7      | Estável |
|                         | Partido Popular                | 1 209  | 6,24 / 100,00   | 0,96    | 0 / 7      | Estável |
|                         | Coligação Democrática Unitária | 849    | 4,38 / 100,00   | 0,45    | 0 / 7      | Estável |
|                         | Bloco de Esquerda              | 248    | 1,28 / 100,00   | Novo    | 0 / 7      | Novo    |
| Votos Inválidos         | Votos Inválidos                | 827    | 4,27 / 100,00   | Estável |            |         |
| Total                   | Total                          | 19 369 | 100,00 / 100,00 |         | 7 / 7      |         |
| Eleitorado/Participação | Eleitorado/Participação        | 39 054 | 49,60 / 100,00  | 4,49    |            |         |

### Castanheira de Pêra
| Partido                 | Partido                        | Votos | %               | +/-   | Vereadores | +/-     |
| ----------------------- | ------------------------------ | ----- | --------------- | ----- | ---------- | ------- |
|                         | Partido Socialista             | 1 456 | 60,79 / 100,00  | 13,16 | 3 / 5      | 1       |
|                         | Partido Social Democrata       | 787   | 32,86 / 100,00  | 12,90 | 2 / 5      | 1       |
|                         | Coligação Democrática Unitária | 51    | 2,13 / 100,00   | 0,83  | 0 / 5      | Estável |
| Votos Inválidos         | Votos Inválidos                | 101   | 4,21 / 100,00   | 0,58  |            |         |
| Total                   | Total                          | 2 395 | 100,00 / 100,00 |       | 5 / 5      |         |
| Eleitorado/Participação | Eleitorado/Participação        | 3 531 | 67,83 / 100,00  | 0,67  |            |         |

### Figueiró dos Vinhos
| Partido                 | Partido                        | Votos | %               | +/-  | Vereadores | +/-     |
| ----------------------- | ------------------------------ | ----- | --------------- | ---- | ---------- | ------- |
|                         | Partido Socialista             | 2 948 | 57,87 / 100,00  | 1,57 | 3 / 5      | Estável |
|                         | Partido Social Democrata       | 1 982 | 38,91 / 100,00  | 3,09 | 2 / 5      | Estável |
|                         | Coligação Democrática Unitária | 37    | 0,73 / 100,00   | 0,50 | 0 / 5      | Estável |
| Votos Inválidos         | Votos Inválidos                | 127   | 2,50 / 100,00   | 1,01 |            |         |
| Total                   | Total                          | 5 094 | 100,00 / 100,00 |      | 5 / 5      |         |
| Eleitorado/Participação | Eleitorado/Participação        | 6 729 | 75,70 / 100,00  | 1,71 |            |         |

### Leiria
| Partido                 | Partido                        | Votos  | %               | +/-   | Vereadores | +/-     |
| ----------------------- | ------------------------------ | ------ | --------------- | ----- | ---------- | ------- |
|                         | Partido Social Democrata       | 30 493 | 52,00 / 100,00  | 8,65  | 5 / 9      | Estável |
|                         | Partido Socialista             | 12 258 | 20,91 / 100,00  | 17,44 | 2 / 9      | 2       |
|                         | Grupo de Cidadãos              | 5 795  | 9,88 / 100,00   | Novo  | 1 / 9      | Novo    |
|                         | Partido Popular                | 5 701  | 9,72 / 100,00   | 1,14  | 1 / 9      | 1       |
|                         | Coligação Democrática Unitária | 1 190  | 2,03 / 100,00   | 0,74  | 0 / 9      | Estável |
|                         | Bloco de Esquerda              | 546    | 0,93 / 100,00   | Novo  | 0 / 9      | Novo    |
| Votos Inválidos         | Votos Inválidos                | 2 652  | 4,53 / 100,00   | 0,07  |            |         |
| Total                   | Total                          | 58 635 | 100,00 / 100,00 |       | 9 / 9      |         |
| Eleitorado/Participação | Eleitorado/Participação        | 95 531 | 61,38 / 100,00  | 1,84  |            |         |

### Marinha Grande
| Partido                 | Partido                        | Votos  | %               | +/-  | Vereadores | +/-     |
| ----------------------- | ------------------------------ | ------ | --------------- | ---- | ---------- | ------- |
|                         | Partido Socialista             | 6 196  | 38,19 / 100,00  | 5,91 | 3 / 7      | 1       |
|                         | Coligação Democrática Unitária | 5 856  | 36,10 / 100,00  | 1,34 | 3 / 7      | Estável |
|                         | Partido Social Democrata       | 2 480  | 15,29 / 100,00  | 4,51 | 1 / 7      | 1       |
|                         | Partido Popular                | 446    | 2,75 / 100,00   | 0,93 | 0 / 7      | Estável |
|                         | Bloco de Esquerda              | 400    | 2,47 / 100,00   | Novo | 0 / 7      | Novo    |
| Votos Inválidos         | Votos Inválidos                | 845    | 5,21 / 100,00   | 0,18 |            |         |
| Total                   | Total                          | 16 223 | 100,00 / 100,00 |      | 7 / 7      |         |
| Eleitorado/Participação | Eleitorado/Participação        | 29 950 | 54,17 / 100,00  | 1,28 |            |         |

### Nazaré
| Partido                 | Partido                        | Votos  | %               | +/-  | Vereadores | +/-     |
| ----------------------- | ------------------------------ | ------ | --------------- | ---- | ---------- | ------- |
|                         | Partido Social Democrata       | 3 758  | 47,56 / 100,00  | 6,04 | 4 / 7      | Estável |
|                         | Partido Socialista             | 3 001  | 37,98 / 100,00  | 1,05 | 3 / 7      | Estável |
|                         | Coligação Democrática Unitária | 505    | 6,39 / 100,00   | 1,79 | 0 / 7      | Estável |
|                         | Partido Popular                | 264    | 3,34 / 100,00   | -    | 0 / 7      | -       |
| Votos Inválidos         | Votos Inválidos                | 373    | 4,73 / 100,00   | 1,96 |            |         |
| Total                   | Total                          | 7 901  | 100,00 / 100,00 |      | 7 / 7      |         |
| Eleitorado/Participação | Eleitorado/Participação        | 13 073 | 60,44 / 100,00  | 5,53 |            |         |

### Óbidos
| Partido                 | Partido                        | Votos | %               | +/-  | Vereadores | +/-     |
| ----------------------- | ------------------------------ | ----- | --------------- | ---- | ---------- | ------- |
|                         | Partido Social Democrata       | 3 027 | 49,93 / 100,00  | 6,74 | 3 / 5      | 1       |
|                         | Partido Socialista             | 2 651 | 43,72 / 100,00  | 4,72 | 2 / 5      | 1       |
|                         | Partido Popular                | 114   | 1,88 / 100,00   | 0,63 | 0 / 5      | Estável |
|                         | Coligação Democrática Unitária | 114   | 1,88 / 100,00   | 1,94 | 0 / 5      | Estável |
| Votos Inválidos         | Votos Inválidos                | 157   | 2,59 / 100,00   | 0,72 |            |         |
| Total                   | Total                          | 6 063 | 100,00 / 100,00 |      | 5 / 5      |         |
| Eleitorado/Participação | Eleitorado/Participação        | 9 594 | 63,20 / 100,00  | 2,75 |            |         |

### Pedrógão Grande
| Partido                 | Partido                        | Votos | %               | +/-   | Vereadores | +/-     |
| ----------------------- | ------------------------------ | ----- | --------------- | ----- | ---------- | ------- |
|                         | Partido Social Democrata       | 1 964 | 62,63 / 100,00  | 12,32 | 3 / 5      | Estável |
|                         | Partido Socialista             | 1 042 | 33,23 / 100,00  | 11,79 | 2 / 5      | Estável |
|                         | Coligação Democrática Unitária | 31    | 0,99 / 100,00   | 0,99  | 0 / 5      | Estável |
| Votos Inválidos         | Votos Inválidos                | 99    | 3,15 / 100,00   | 0,61  |            |         |
| Total                   | Total                          | 3 136 | 100,00 / 100,00 |       | 5 / 5      |         |
| Eleitorado/Participação | Eleitorado/Participação        | 4 167 | 75,26 / 100,00  | 4,98  |            |         |

### Peniche
| Partido                 | Partido                        | Votos  | %               | +/-  | Vereadores | +/-     |
| ----------------------- | ------------------------------ | ------ | --------------- | ---- | ---------- | ------- |
|                         | Partido Socialista             | 4 498  | 39,42 / 100,00  | 1,87 | 3 / 7      | Estável |
|                         | Coligação Democrática Unitária | 3 349  | 29,35 / 100,00  | 8,05 | 2 / 7      | 1       |
|                         | Partido Social Democrata       | 2 865  | 25,11 / 100,00  | 7,19 | 2 / 7      | 1       |
|                         | Partido Popular                | 324    | 2,84 / 100,00   | -    | 0 / 7      | -       |
| Votos Inválidos         | Votos Inválidos                | 375    | 3,29 / 100,00   | 1,83 |            |         |
| Total                   | Total                          | 11 411 | 100,00 / 100,00 |      | 7 / 7      |         |
| Eleitorado/Participação | Eleitorado/Participação        | 22 441 | 50,85 / 100,00  | 2,26 |            |         |

### Pombal
| Partido                 | Partido                        | Votos  | %               | +/-  | Vereadores | +/-     |
| ----------------------- | ------------------------------ | ------ | --------------- | ---- | ---------- | ------- |
|                         | Partido Social Democrata       | 16 259 | 59,99 / 100,00  | 0,87 | 5 / 7      | Estável |
|                         | Partido Socialista             | 7 976  | 29,43 / 100,00  | 3,29 | 2 / 7      | Estável |
|                         | Partido Popular                | 1 110  | 4,10 / 100,00   | 1,41 | 0 / 7      | Estável |
|                         | Coligação Democrática Unitária | 532    | 1,96 / 100,00   | 0,53 | 0 / 7      | Estável |
| Votos Inválidos         | Votos Inválidos                | 1 228  | 4,53 / 100,00   | 0,05 |            |         |
| Total                   | Total                          | 27 105 | 100,00 / 100,00 |      | 7 / 7      |         |
| Eleitorado/Participação | Eleitorado/Participação        | 45 759 | 59,23 / 100,00  | 1,11 |            |         |

### Porto de Mós
| Partido                 | Partido                        | Votos  | %               | +/-  | Vereadores | +/-     |
| ----------------------- | ------------------------------ | ------ | --------------- | ---- | ---------- | ------- |
|                         | Partido Social Democrata       | 7 561  | 59,91 / 100,00  | 7,05 | 5 / 7      | 1       |
|                         | Partido Socialista             | 3 148  | 24,94 / 100,00  | 8,72 | 2 / 7      | 1       |
|                         | Partido Popular                | 1 015  | 8,04 / 100,00   | 0,07 | 0 / 7      | Estável |
|                         | Coligação Democrática Unitária | 301    | 2,39 / 100,00   | 0,36 | 0 / 7      | Estável |
| Votos Inválidos         | Votos Inválidos                | 595    | 4,72 / 100,00   | 1,24 |            |         |
| Total                   | Total                          | 12 620 | 100,00 / 100,00 |      | 7 / 7      |         |
| Eleitorado/Participação | Eleitorado/Participação        | 19 593 | 64,41 / 100,00  | 1,50 |            |         |